# Phelsuma grandis
Espèce
Synonymes
- Phelsuma madagascariensis grandis Gray, 1870
- Phelsuma madagascariensis venusta Mertens, 1964
- Phelsuma madagascariensis notissima Mertens, 1970

Statut de conservation UICN

 LC  : Préoccupation mineure
Statut CITES
Phelsuma grandis est une espèce de geckos de la famille des Gekkonidae.

## Répartition
Cette espèce est endémique du Nord de Madagascar.

## Description

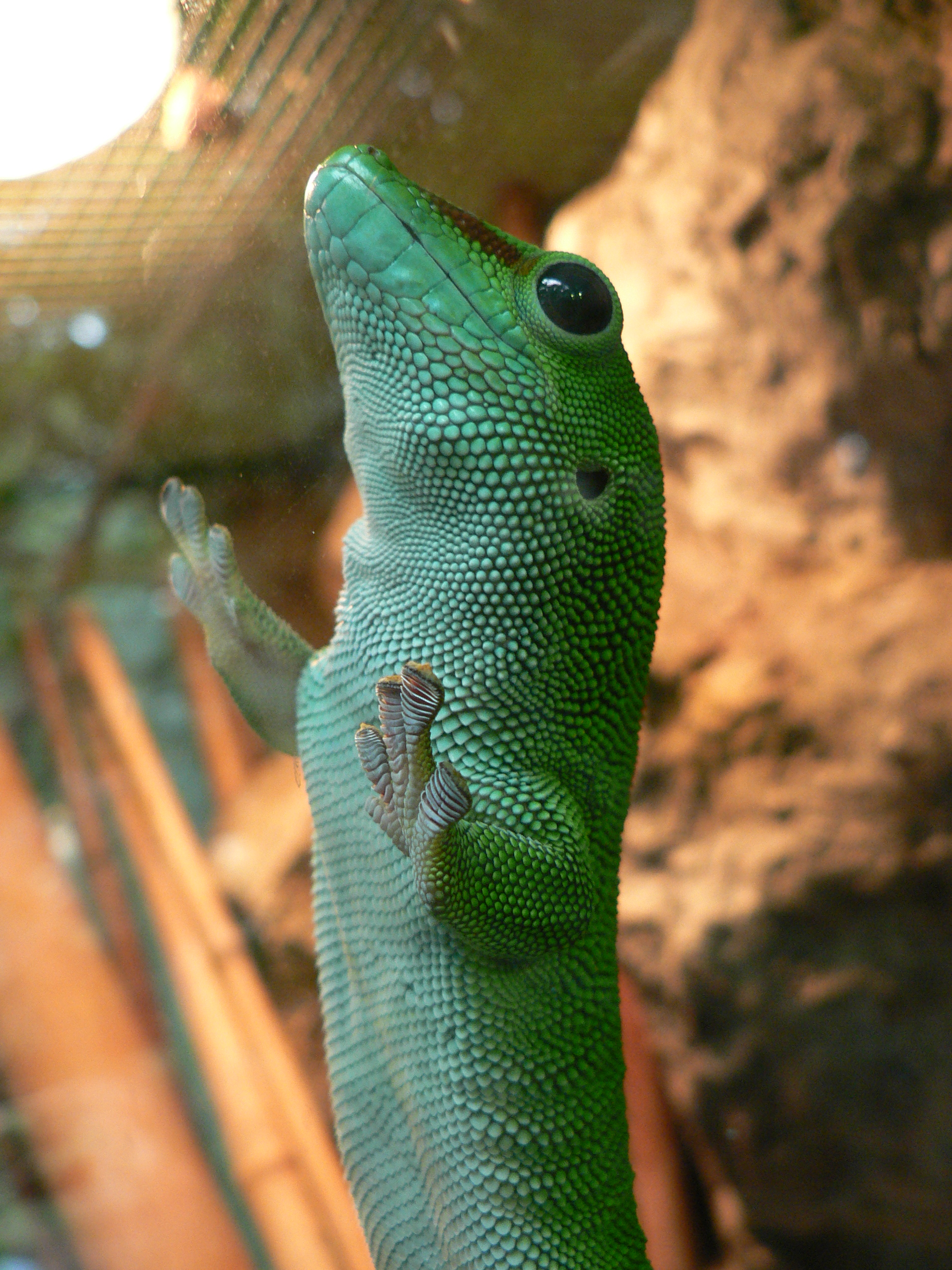
Phelsuma grandis

Cette espèce mesure jusqu'à 300 mm. Sa coloration générale est verte sur le dessus. Deux bandes rouges entre les narines et les yeux sont caractéristiques. Des taches de cette couleur ornent également le dessus de l'abdomen. La partie distale des doigts est marron.

## Publication originale
- Gray, 1870 : Note on a new night-lizard (Phelsuma grandis) from Madagascar. Annals and Magazine of Natural History, ser. 4, vol. 6, p. 191 (texte intégral).